# Мамонтов, Анатолий Иванович (издатель)
Анатолий Иванович Ма́монтов (1839—1905) — русский издатель, типограф и продавец книг из купеческой династии Мамонтовых.

## Биография
Родился в 1839 году в купеческой семье Ивана Фёдоровича Мамонтова и Марии Тихоновны (Лахтиной). В 1849 году семья переехала в Москву.
Учился во 2-й Московской гимназии. В 1860 году окончил естественное отделение физико-математического факультета Московского университета. В июне того же года отправился за границу и провёл там почти два года, посетив многие страны Европы.
В 1862 году занялся предпринимательством и арендовал типографию в Лазаревском институте восточных языков. В 1863 году основал собственное предприятие. Позже, в 1866 году, открыл типографию, затем построил для неё новое здание (1872). В 1873 году открыл магазин «Детское воспитание» с книжным отделом, а также книжный склад и библиотеку для чтения. В 1892 году Анатолий Иванович преобразовал свою фирму в акционерное общество «Товарищество типографии А. И. Мамонтова» с паевым капиталом 300 тысяч рублей. В начале 1900-х годов его магазин располагался на Неглинной улице, 19; в 1905 году — на этой же улице в доме 13. Мамонтов выпускал художественную литературу, альбомы по искусству, книги для детей и простого народа. Одним из первых в России он перешел на изготовление иллюстраций типографским, а не литографским, способом.
Жил в Москве на улице Большая Дмитровка, 7 и в Леонтьевском переулке, 5. В начале 1905 года Анатолий Мамонтов перенес инсульт. Умер 4 октября (17 октября по новому стилю) 1905 года в Москве. После его смерти «Товарищество типографии А. И. Мамонтова» унаследовал сын Михаил (кроме него в семье были сын Юрий и четыре дочери). После Октябрьской революции в 1918 году, фирма была национализирована.

## Интересные факты

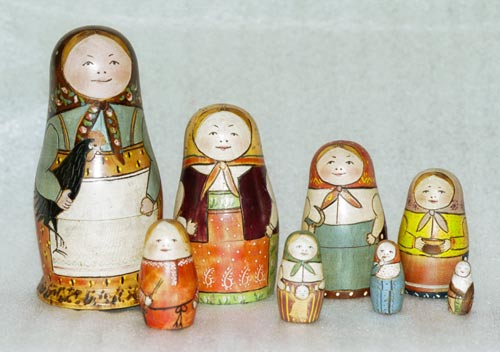
Матрёшка, сделанная Звёздочкиным и расписанная Малютиным

- Жена Мамонтова — Мария Александровна Мамонтова (в девичестве Лялина) — открыла при магазине «Детское воспитание» столярную художественную мастерскую, изделия которой, преимущественно куклы, продавались здесь же. Эта мастерская сотрудничала с мастерскими в Абрамцево, и совместно они впервые создали этнографические куклы в народных костюмах губерний и уездов Российской империи[3].
- В 1898 году в мастерской магазина токарь В. П. Звёздочкин из Подольска выточил первую русскую многосоставную игрушку в виде крестьянской девочки в платке и переднике. Её расписал художник С. В. Малютин, сотрудничавший с издательством; кукла была названа Матрёной (впоследствии став «матрёшкой»). В 1900 году М. А. Мамонтова представила игрушку на Всемирной выставке в Париже, получив за неё бронзовую медаль и заказ на партию таких игрушек[3][4].
- Рукопись своей первой книги — «Вечерний альбом» — Марина Цветаева принесла в типографию Мамонтова в октябре 1910 года[3].
- В магазине Мамонтова в 1877 году продавал своё произведение «Дневник писателя» Ф. М. Достоевский[5].
- В доме Анатолия Мамонтова часто бывали художники В. Серов, В. Васнецов, М. Врубель, В. Поленов, И. Репин, сотрудничавшие с его издательством Мамонтова и написавшие портреты его дочерей[3].

Дочери А. И. Мамонтова
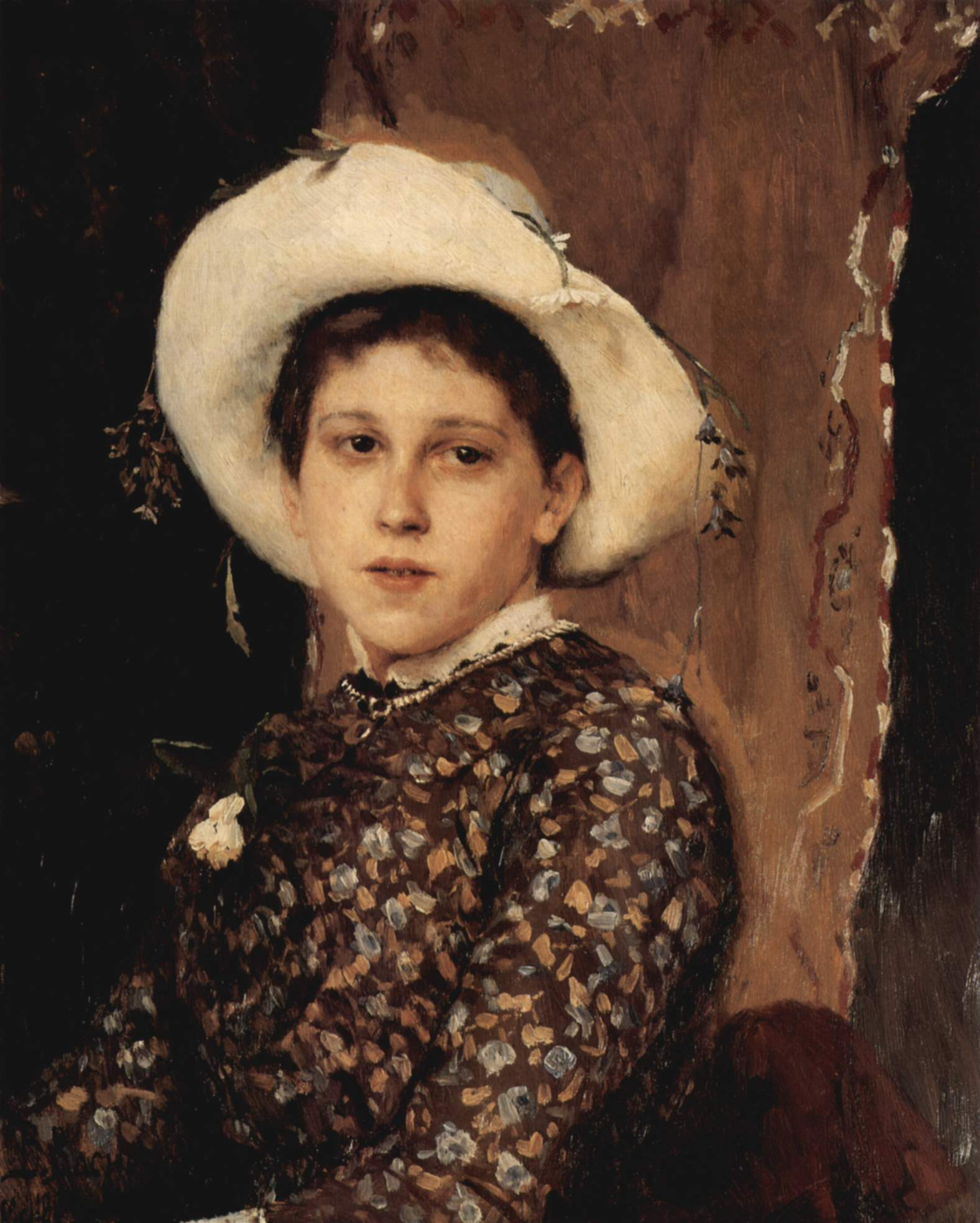
Татьяна. 1884 В. Васнецов
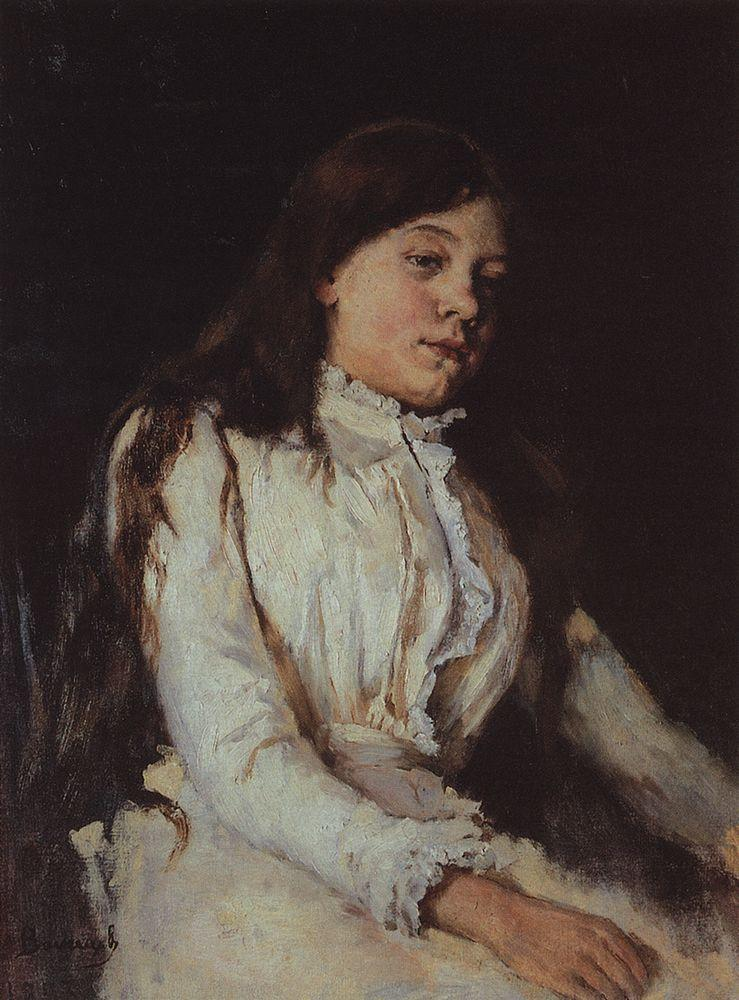
Наталья. 1883 В. Васнецов
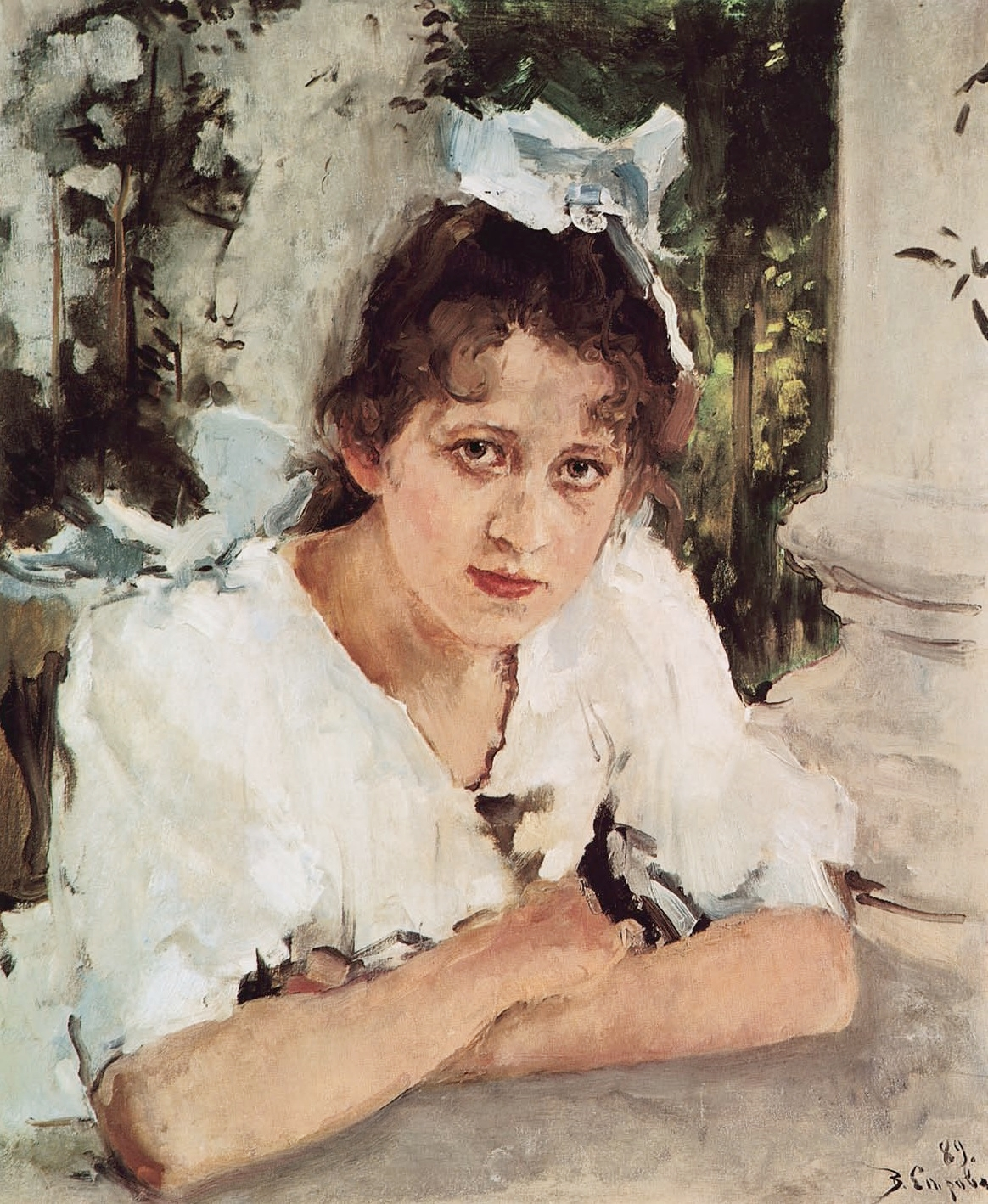
Прасковья. 1889 В. Серов
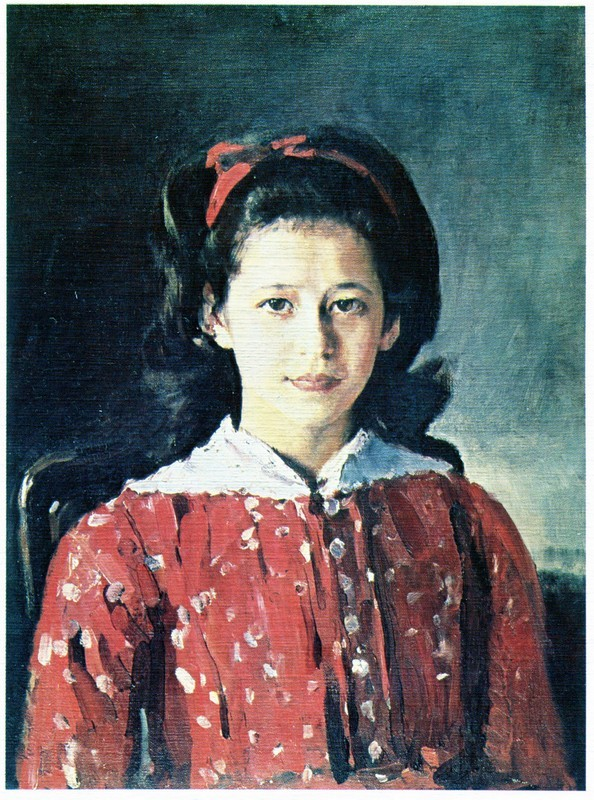
Людмила. 1884 В. Серов